# Бодібординг
Бодібординг — це вид спорту, що практикується на поверхні океанських хвиль, в якому серфер використовує свою дошку для ковзання по гребеню, поверхні або вигину хвилі до піску. Цей вид спорту також давно відомий під назвою «бугі Морея», що походить від імені винахідника дошки, американця Тома Морея. Стандартна дошка для бодібордингу складається з короткого прямокутного шматка гідродинамічного синтетичного матеріалу, іноді з ремінцем, прикріпленим до центру дошки, який називається повідцем або стрингером. Бодібордисти зазвичай використовують качині лапки, щоб забезпечити додаткову тягу і контроль над дошкою.
Оскільки бодібординг — це вид спорту, яким займаються в морі, прийнято носити неопренові гідрокостюми, достатньо товсті, щоб спортсмен не відчував холоду.
Досвідчені райдери перед кожним використанням наносять на дошку щось на кшталт воску, схоже на пластилін, коли він висохне. Це створює тертя між дошкою та гідрокостюмом, завдяки чому він не зісковзує з тіла.

## Маневри
Існує кілька маневрів, які можна виконувати на бодіборді — Скорочення: Практикуючий піднімається на губу хвилі і робить розворот, повертаючись на піну хвилі.
- 360º: Практикуючий виконує розворот на 360 градусів у напрямку до природної сторони хвилі.
- 360º перевернутий: Практикуючий виконує розворот на 360 градусів в інший бік.
- El Rollo: Практикуючий йде до гребеня хвилі (губи) і виконує бічне обертання в бік хвилі. Це найхарактерніший маневр бодіборду.
- Інверт: райдер рухається в напрямку губи хвилі і перевертає дошку в повітрі.
- Air roll spin (ARS): Спортсмен рухається до гребеня хвилі (губи) і виконує суміш El Rollo з розворотом на 360° в повітрі, це дуже пластичний маневр.
- BackFilp: райдер рухається до губи хвилі і робить сальто назад.
- Повітряний реверс: Практикуючий рухається до гребеня хвилі (губи) і виконує перевернуте сальто на 360º в повітрі.
- Повітряне сальто 360º: Учасник рухається до гребеня хвилі (губи) і виконує сальто 360º в повітрі.